# Don Drysdale
Pour les articles homonymes, voir Drysdale.
Donald Scott Drysdale (né le 23 juillet 1936 à Van Nuys, Californie, décédé le 3 juillet 1993 à Montréal, Canada) était un lanceur américain en Ligue majeure de baseball entre 1956 et 1969. Il fut le coéquipier de Sandy Koufax avec les Dodgers de Los Angeles lors de 11 saisons entre 1956 et 1966. Ensemble, ils ont enregistré 342 victoires, 221 défaites et 4507 retraits sur les prises. Drysdale lui-même a enregistré 209 victoires et 2486 retraits sur les prises en seulement 14 saisons, soit en moyenne 15 victoires et 178 retraits par an. En 1962, Drysdale a battu son coéquipier avec 25 victoires pour 9 défaites, 232 retraits sur les prises et fut élu meilleur lanceur de la Ligue majeure en recevant le trophée Cy Young pour ses efforts. En 1965, il gagne 23 parties et a peut-être eu l'une des meilleures saisons pour un lanceur à la batte. Il a frappé avec une moyenne de 0,300 (39 sur 130), réussit 7 coups de circuit, 4 doubles, un triple et 19 points produits et a obtenu un pourcentage de puissance de 0,508. Il fut le seul joueur des Dodgers à avoir une moyenne égale ou supérieure à 300, bien qu'il n'ait eu que 130 présences au bâton.  Il a égalé son record des 7 coups de circuit frappés par un lanceur de la Ligue nationale en 1958. En carrière, il est classé 6e pour les coups de circuit pour un lanceur.
Ses 158 batteurs frappés par la balle est le total le plus élevé de la Ligue nationale depuis 1900. Mike Shannon a dit « Don Drysdale considérerait qu'un but-sur-balle intentionnel est un gaspillage de trois lancers, parce qu'il peut frapper le batteur avec le premier ». Il fut intronisé au Temple de la renommée du baseball en 1984 et les Dodgers ont retiré le numéro 53 de son uniforme. 
Drysdale mourut le 3 juillet 1993 dans sa chambre d’hôtel à Montréal d’un crise cardiaque. Il était venu à Montréal pour couvrir le match contre les Expos à titre d'analyste pour une radio de Los Angeles. Selon le coroner, lors de la découverte de son corps, il était mort depuis 18 heures.

## Faits marquants
- Trophée Cy Young en 1962

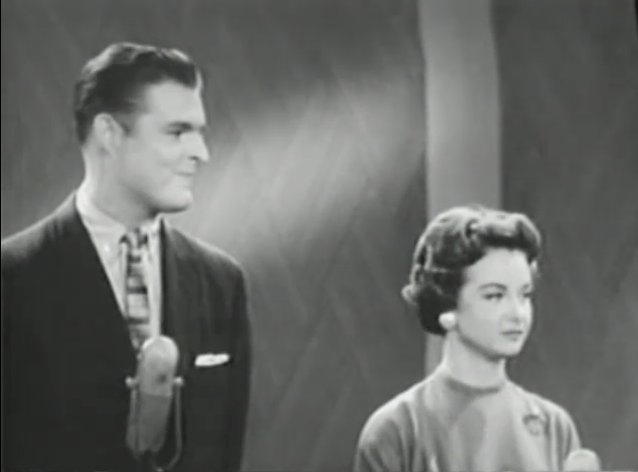
Drysdale et son épouse Ginger à la télé en 1959.

- Membre de l'équipe des étoiles 8 fois
- Élu au temple de la renommée du baseball en 1984
- Le numéro de son uniforme fut retiré en 1984
- Le 4 juin 1968, le sénateur Robert « Bobby » Kennedy félicite, en direct devant les caméras, Don Drysdale pour son record de six blanchissages consécutifs, dès le début de son discours de vainqueur de la primaire démocrate californienne aux présidentielles 68. Quelques minutes plus tard, « RFK » est assassiné dans la cuisine de l'Hôtel Ambassador à Los Angeles[1].